# James Barriscale
James Barriscale (Crewe, 11 maggio 1969) è un attore, regista e doppiatore britannico.

## Biografia
Studiò presso la scuola di teatro a Bristol dove si laureò nel 1993. Iniziò la sua carriera professionale insieme all'attore scozzese Alan Cumming per la produzione di Amleto diretto da Stephen Unwin.
Nel 1994 Barriscale entrò a far parte della compagnia teatrale "Royal Shakespeare Company" dove recitò in varie opere teatrali nel biennio successivo. Negli anni 2000 apparì in alcune serie TV britanniche, film per il cinema e per la televisione. È anche doppiatore di alcuni personaggi dei videogiochi.

## Filmografia

### Regista
- One Day - Cortometraggio (2007)

### Attore

#### Cinema
- Dalziel and Pascoe: Exit Lines, regia di Ross Devenish (1997)
- Command Approved, regia di Graham Moore (2000)
- Diamond Lill, regia di Joe Hutton (2000)
- Mesiáš, regia di Diarmuid Lawrence (2001)
- The Northern Lights, regia di Fred Hogge - Cortometraggio (2004)
- Tuesday, regia di Sacha Bennett (2008)
- Morto Stalin, se ne fa un altro (The Death of Stalin), regia di Armando Iannucci (2017)
- Hurricane - Allerta uragano (The Hurricane Heist), regia di Rob Cohen (2018)
- Terminator - Destino oscuro (Terminator: Dark Fate), regia di Tim Miller (2019)

#### Televisione
- The Heart Surgeon, regia di Audrey Cooke (1997) - Film TV
- Rough Treatment, regia di Audrey Cooke (2000) - Film TV
- England Expects, regia di Tony Smith (2004) - Film TV
- Like Father Like Son, regia di Nick Laughland (2005) - Film TV
- Cherished, regia di Robin Shepperd (2005) - Film TV
- Diana - Gli ultimi giorni di una principessa (Diana: Last Days of a Princess), regia di Richard Dale (2007)
- Maghi contro alieni (Wizards vs Aliens) - serie TV (2014-2016)
- WPC 56 - serie TV (2013-2015)

### Doppiatore
- Valiant Hearts: The Great War (2014) - videogioco
- Killzone 3 (2011) - videogioco

## Doppiatori italiani
- Pino Pirovano in Hurricane - Allerta uragano[7]
- Roberto Stocchi in Diana - Gli ultimi giorni di una principessa[8]
- Enzo Avolio in Maghi contro alieni[9]

Da doppiatore è sostituito da:
- Marco Balbi in Valiant Hearts: The Great War[10]
- Alberto Olivero in Killzone 3[11]